# Бои за Мариуполь (2022)
Бои за Мариу́поль — боевые действия между вооружёнными силами России и самопровозглашённой ДНР с одной стороны и Украины с другой. Начались 25 февраля 2022 года, на следующий день после начала вторжения российских войск на Украину, и закончились 20 мая 2022 года.
2 марта находившиеся в Мариуполе украинские войска оказались в окружении и началась блокада города. 13 апреля заблокированная на металлургическом комбинате имени Ильича 36-я бригада морской пехоты ВСУ совершила попытку прорыва, в результате чего часть бойцов вышла на территорию промышленного комплекса «Азовсталь» (объединившись там с военными из полка «Азов»), а часть — попала в плен. По заявлению российской стороны, в плену оказалось более 1000 морпехов, однако украинская сторона и независимые источники не смогли подтвердить данное утверждение. В конце апреля Россия и ДНР, в связи с захватом большей части Мариуполя, перебросили часть находившихся там войск на другие направления. «Азовсталь» регулярно подвергалась артобстрелам и авиаударам.
По оценке The Guardian в начале мая на территории «Азовстали» находилось около 2000 украинских военных. Российская сторона в ультимативной форме потребовала от них сдаться, обещая сохранить жизни, однако бойцы продолжили оборону. Руководители полка «Азов» позже заявили, что вариант сдачи в плен не рассматривается, так как в российском плену их ждёт смерть. 16 мая 2022 года все украинские военные, находившиеся на «Азовстали», сдались в плен, что ознаменовало окончание осады Мариуполя. По утверждению российской стороны, всего с 16 мая с территории завода сдалось в плен 2439 человек. Издание «Meduza» подсчитало, что «по информации о сдаче в плен по дням, эта цифра — порядка полутора тысяч человек». Президент Украины Владимир Зеленский заявил, что в плен из «Азовстали» сдались около 2,5 тысяч украинских военных.
На «Азовстали» также находились мирные жители Мариуполя, которых эвакуировали под эгидой ООН.
По оценкам ООН, в результате боёв в городе повреждены или разрушены до 90 % жилых зданий и до 60 % частных домов. Были разрушены 3 больницы, ещё 4 — повреждены, что в сумме составляет 90 % вместимости городских больниц. Также были разрушены 23 школы и 28 детских садов. По оценкам украинских властей, потери в ходе боев за Мариуполь составили как минимум 22 — 25 тыс. человек убитых, из которых 5 — 7 тыс. погибли под завалами разбомбленных зданий. К концу декабря 2022 года в районе Мариуполя обнаружено около 10 300 захоронений в массовых могилах, в связи с чем AP предполагает, что число убитых гражданских может достигать 75 тыс. человек.
Блокада Мариуполя вызвала гуманитарную катастрофу, оставив тысячи людей без дома, доступа к электроэнергии, воде и отоплению — глава МККК назвал масштабы страданий жителей Мариуполя безмерными. 350 тысяч человек вынужденно покинули Мариуполь, в котором до войны жили около 450 тысяч человек. Российский авиаудар по драмтеатру Мариуполя 16 марта — одна из самых смертоносных атак по мирным гражданам за все время войны. На 16 июня ООН подтвердила гибель 1348 мирных граждан, в том числе 70 детей, в ходе боевых действий в Мариуполе, реальное число погибших мирных жителей исчисляется тысячами. Более двух тысяч украинских солдат взяты в плен. Жители ограничены в свободе выезда и возвращения в Мариуполь. Осуществляется так называемый процесс «фильтрации» гражданских, который, как сообщается, связан с запугиванием и унижением, что может быть равносильно жестокому обращению.

## Силы сторон

### Украина

#### Войска
- 10-я отдельная горно-штурмовая бригада[33];
- 54-я отдельная механизированная бригада[34]:
  - 25-й отдельный мотопехотный батальон «Киевская Русь»[33];
  - 46-й отдельный батальон специального назначения «Донбасс-Украина»[33];
- 56-я отдельная мотопехотная бригада[33][34]:
  - 37-й отдельный мотопехотный батальон «Запоріжжя»[33];
- 109-я отдельная бригада территориальной обороны[33];
- 36-я отдельная бригада морской пехоты[33][35][36];
- 12-я бригада оперативного назначения НГУ[37], в том числе отдельный отряд специального назначения «Азов»[33][35][36];
- 23-я отдельная бригада охраны общественного порядка НГУ[38];

Также Генеральный штаб Украины сообщал об участии пограничников, полицейских и добровольцев.
По заявлению Игоря Конашенкова, на 11 марта в городе находилось около 8100 украинских военнослужащих.

#### Командиры
- Подполковник Прокопенко Денис Геннадиевич — командир полка «Азов». По сообщению российской стороны, сдался на территории металлургического комбината «Азовсталь».
- Капитан Паламар Святослав Ярославович — заместитель командира полка «Азов». Находился на территории металлургического комбината «Азовсталь».
- Полковник Баранюк Владимир Анатольевич — командир 36-й отдельной бригады морской пехоты до 13 апреля 2022 года. Офицер полка «Азов» Илья Самойленко утверждает, что 13 апреля Баранюк отказался выполнять приказ и возглавил группу бойцов, попытавшихся прорваться с территории меткомбината имени Ильича для выхода из Мариуполя. Российское государственное агентство «РИА Новости» заявляло, что Баранюк был убит[40]. Позже «РИА Новости» и украинское издание «Украинская правда» заявили, что Баранюк был взят в плен[41]. С 13 апреля командиром бригады морской пехоты назначен Сергей Волынский[42].
- Майор Волынский Сергей Ярославович — командир 36-й отдельной бригады морской пехоты с 13 апреля 2022 года. Вместе с частью бойцов бригады 13 апреля вырвался из окружения на комбинате имени Ильича и соединился с украинскими силами на комбинате «Азовсталь»[43]. С 13 апреля назначен командиром бригады[42]. По сообщению российских СМИ, 20 мая сдался российским войскам в процессе выхода украинских военных с комплекса, украинская сторона информацию не подтвердила[44].

### Россия

#### Войска
- 8-я общевойсковая армия[45][46], в частности:
  - 150-я мотострелковая дивизия[46];
- Части 49-й общевойсковой армии[47];
- 58-я общевойсковая армия[33][48], в частности:
  - 19-я мотострелковая дивизия[48];
- Части 22-го армейского корпуса[47];
- 7-я гвардейская десантно-штурмовая дивизия[47];
- 810-я отдельная гвардейская бригада морской пехоты[49];
- 3-я отдельная гвардейская бригада специального назначения[33];
- 9-й отдельный гвардейский полк морской пехоты[50]
- 107-й стрелковый полк[51]
- чеченские подразделения Росгвардии[52][53];
- батальон «Спарта»[33];
- батальон «Сомали»[54];
- боевая авиация[55].

По оценкам Пентагона, на 19 апреля 2022 года Мариуполь пытались взять около 12 батальонных тактических групп (БТГ) из 76 БТГ, находившихся на Украине.

#### Командиры
- Генерал-полковник Мизинцев Михаил Евгеньевич — начальник Национального центра управления обороной Российской Федерации; во время осады Мариуполя Мизинцев, как сообщается, лично руководил войсками[57].
- Генерал-лейтенант Мордвичёв Андрей Николаевич — командующий 8-й гвардейской общевойсковой армией по состоянию на 18 марта. Главное управление разведки Украины утверждает, что именно Андрей Мордичев командовал российскими операциями в Мариуполе и отдавал приказы для создания в городе гуманитарной катастрофы[58]. В украинских СМИ фигурирует информация об убийстве Мордичева 18 марта, однако 28 марта было опубликовано недатированное видео с живым Мордичевым. На сегодняшний день статус генерал-лейтенанта остаётся неподтверждённым[58].
- Капитан первого ранга Палий Андрей Николаевич — заместитель командующего Черноморским флотом РФ. Несколько приближённых к Кремлю российских СМИ сообщили, что Палий был убит 20 марта в результате обстрела украинскими войсками в Мариуполе[58].
- Полковник Шаров Алексей Николаевич — командир 810-й отдельной гвардейской бригады морской пехоты Черноморского флота России. Погиб 22 марта, украинская сторона сообщает о его убийстве украинскими силами[49].
- Адам Делимханов — согласно утверждению главы Чеченской Республики Размана Кадырова от 10 марта, лично командовал чеченскими силами в Мариуполе[59].

## Ход боевых действий

### Февраль
24 февраля
Местные власти сообщили, что восточная часть города была обстреляна из артиллерии, в результате чего 26 человек получили ранения. Также сообщается о пресечении попытки российских войск прорваться в город.
25 февраля
Утром российские войска приблизились к Мариуполю с северо-востока. Городской голова Мариуполя Вадим Бойченко заявил, что ко второй половине дня украинские военные уничтожили 22 российских танка, наступавших из села Павлополь. Согласно информации российских источников, в 19:00 Мариуполь был обстрелян из реактивных систем залпового огня.
Сообщается, что ВМФ России, опираясь на возможности, предоставленные Черноморским флотом, вечером высадил десант на побережье Азовского моря в 70 км (43 мили) к западу от Мариуполя. Представитель американского министерства обороны заявил, что русские потенциально перебрасывают с этого плацдарма тысячи морских пехотинцев.
26 февраля
Продолжился артобстрел города.
Утром в ДНР заявили о захвате Павлополя и Пищевки. В 15:00 российская авиация нанесла удар по пригороду Мариуполя. Ночью российская артиллерия была передислоцирована из Мелитополя к Мариуполю.
Правительство Греции сообщило, что 10 греческих мирных жителей были убиты российскими ударами по Мариуполю, 6 — в посёлке Сартана, и 4 — в селе Бугас.
27 февраля
Российские сухопутные войска, прибывшие из Крыма через захваченный Бердянск, окружили Мариуполь с запада и начали штурм.
В результате артиллерийского обстрела погибла 6-летняя девочка.
28 февраля
С западной стороны российские войска продолжают накопление сил в Бердянске, не предпринимая попыток крупного штурма. С востока войска были подкреплены РСЗО, термобарической артиллерии и ПТРК.
Губернатор Донецкой области Павел Кириленко заявил, что бои в Мариуполе продолжались всю ночь с 27 февраля. Сообщается о захвате силами ДНР Гранитного. По сообщению Радио Свобода, российский генерал-майор Андрей Суховецкий был убит украинским снайпером недалеко от Мариуполя, однако другие источники утверждают, что он был убит во время боёв под Киевом.
Вечером в большинстве районов города отключили электричество, газ и интернет.

### Март
1 марта
Вокруг Мариуполя происходят тяжёлые бои. Российские силы заявили о полном окружении города, однако Институт по изучению войны (ISW) не смог независимо подтвердить это утверждение и предполагает, что это маловероятно.
2 марта
Российские войска окружили Мариуполь. Генштаб Украины отрицает окружение и заявляет, что российским войскам не удалось блокировать город.
Заместитель городского головы Мариуполя Сергей Орлов в интервью BBC сообщил, что в результате 15-часовой бомбардировки российскими войсками город «близок к гуманитарной катастрофе», и что «по меньшей мере сотни человек погибли». Орлов заявил, что российским войскам удалось приблизится к городу на несколько километров по всем направлениям, а целями их атак преднамеренно являются объекты критической гражданской инфраструктуры, что, по оценке ISW, соответствует применявшейся россиянами модели ведения боевых действий в Сирии. Городской голова Мариуполя Вадим Бойченко заявил, что город страдает от отключения воды и несёт огромные жертвы. Также он заявил, что российские войска препятствуют выходу мирных жителей.

В результате российского обстрела трое подростков, игравших в футбол на улице, получили ранения, один из которых позже скончался от полученных травм. Автоколонна из 82 этнических греков смогла выехать из города по гуманитарному коридору.
3 марта
Утром российская артиллерия обстреляла Мариуполь. В полдень Генштаб Украины сообщил, что город «стойко держится» несмотря на продолжающиеся атаки ДНР, которые, по предположению ISW, могут поддерживаться 8-й гвардейской общевойсковой армией. ISW сообщает, что не смог подтвердить состояние украинской обороны или степень российских атак. Пресс-секретарь вооружённых сил ДНР Эдуард Басурин пригрозил точечными ударами по Мариуполю в случае отказа украинских войск сдаться. Представитель Минобороны России Игорь Конашенков заявил, что силы ДНР ужесточили осаду и заняли три близлежащих населённых пункта.
4 марта
ISW сообщил, что российские войска удерживают окружение и продолжают обстрел Мариуполя с применением артиллерии и ракет наземного и воздушного базирования, при этом концентрируя наземные силы, вероятно, для попытки захвата в течение ближайших двух суток. В наземных манёврах участвует 8-я общевойсковая армия, скорее всего, привлечена 150-я мотострелковая дивизия.
Городской голова Мариуполя Вадим Бойченко просит о военной помощи и создании гуманитарного коридора для эвакуации более 400 000 жителей, у которых в результате российской осады отсутствует тепло, электричество, нет доступа к воде и заканчивается еда. Он также заявил, что российская артиллерия обстреливает городские больницы ракетами «Град». Позже в тот же день было предложено временное прекращение огня в Мариупольском районе, чтобы дать возможность гражданам эвакуироваться.
5 марта
Генштаб Украины сообщил, что в районе Мариуполя действуют части 49-й общевойсковой армии, 22-го армейского корпуса и 7-й воздушно-десантной дивизии.
Было объявлено о попытке эвакуации и прекращении огня с 11:00 до 16:00. Мирных жителей начали эвакуировать из Мариуполя по гуманитарному коридору в город Запорожье. Однако, когда гражданские вошли в эвакуационный коридор, российские войска продолжили обстрел города, в результате чего эвакуация сорвалась, и эвакуированные были вынуждены повернуть назад. Позднее украинские власти заявили, что российские войска не соблюдают режим прекращения огня, и приказали отложить операцию, поскольку российские войска продолжали обстрел города. Российские официальные лица в ответ обвинили украинские силы в том, что они не позволяют мирным жителям эвакуироваться в сторону России. Министерство обороны Британии заявило, что Россия, скорее всего, предложила режим прекращения огня для перегруппировки своих сил с целью возобновления наступления, а также в качестве попытки избежать международного осуждения. ISW называет виновной в срыве эвакуации Россию. В ДНР сообщили, что из Мариуполя эвакуировано только 17 мирных жителей.
6 марта
Генштаб Украины заявил, что украинскими силами была проведена контратака под Мариуполем, в результате чего небольшое количество российской техники было уничтожено, что, по оценке ISW, вряд ли существенно изменило линию фронта. Депутат украинского парламента Инна Совсун заявила, что топливный трубопровод, который снабжает Мариуполь, был повреждён российскими войсками, в результате чего более 700 000 человек остались без тепла, и предположила, что люди могут замёрзнуть насмерть, так как температура часто ниже 0 °C. «Аль-Джазира» сообщила, что обстрелу подверглась последняя функционирующая вышка мобильной связи в городе.
Эвакуация из Мариуполя сорвалась из-за нарушения перемирия. Международный комитет Красного Креста констатирует, что эвакуация срывается уже второй день подряд, а в самом городе произошли «опустошительные сцены человеческих страданий».
7 марта
Генштаб Украины сообщил, что украинскими силами была отбита попытка российских войск войти в район Старого Крыма. Также сообщено, что до трех БТГ 19-й мотострелковой дивизии 58-й общевойсковой армии перегруппировываются для участия в штурме Мариуполя.
Свидетельства в соцсетях указывают на ожесточенные бои внутри Мариуполя. Основной газопровод города был обстрелян, что привело к прекращению снабжения газом.
Директор по операциям МККК Доминик Стиллхарт заявил, что до сих пор соглашения о гуманитарном коридоре были заключены только в общем, что не позволяло их реализовать из-за недостатка оговорённых деталей операции. Например, группа МККК обнаружила, что одна из предложенных дорог в коридоре была заминирована. МККК содействовал военным переговорам.
Министерство обороны РФ объявило несогласованный с украинской стороной гуманитарный коридор, по которому с 10:00 жителям Мариуполя предлагалось выехать на территорию России.
8 марта
Свидетельства в соцсетях указывают на нарастание интенсивности боёв в Мариуполе и его окрестностях.
В ДНР заявили о захвате трассы между Волновахой и Мариуполем.
Была предпринята ещё одна попытка эвакуации мирных жителей, но правительство Украины снова обвинило Россию в нарушении режима прекращения огня и в бомбардировке эвакуационного коридора.
9 марта
Российским авиаударом была разрушена детская больница № 3, в которой был расположен роддом.
Попытка прекращения огня с целью установления гуманитарного коридора не удалась. Заместитель мэра Мариуполя Сергей Орлов заявил, что российские солдаты открыли огонь по строителям и эвакуационным пунктам. Орлов описал нехватку припасов как настолько серьёзную, что жители растапливали снег, чтобы получить воду. Местные украинские власти сообщили, что им пришлось вырыть братскую могилу для погибших гражданских и военных, поскольку нормальные захоронения стали невозможными.
10 марта
Генштаб Украины сообщил, что украинские военные продолжают успешно держать оборону. В ДНР заявили, что вышли к заводу «Азовсталь» и взяли под контроль ряд кварталов в Мариуполе: Азовский, Найдёновка, Ляпино, Виноградарь.
В Мариуполь из Запорожья выдвинулась гуманитарная колонна.
11 марта
Городской совет Мариуполя заявил, что во время осады было убито не менее 1582 мирных жителей.
12 марта
Генштаб Украины подтвердил, что российские войска захватили «восточные окраины» Мариуполя, не уточняя деталей. Украинские силы сообщили об отражении, по состоянию на полдень, российского наступления на Красную Поляну и Ольгинку. Ранее утверждалось, что эти населённые пункты уже захвачены российскими войсками.
Вице-премьер-министр Украины, министр по вопросам реинтеграции временно оккупированных территорий Ирина Верещук сообщила, что из Запорожья в Мариуполь выдвинулся гуманитарный конвой.
13 марта
Мариупольский горсовет сообщил, что с начала войны в городе погибло 2187 человек. За последние сутки, по данным горсовета, по Мариуполю было нанесено не менее 22 авиаударов, в ходе которых было сброшено около 100 авиабомб. Продолжается плотный артобстрел гражданской инфраструктуры.
По состоянию на полдень российские силы захватили несколько населенных пунктов к северу от Мариуполя: Старомлиновку, Евгеневку, Павловку и Егоровку.
Генштаб Украины сообщил, что украинскими войсками были отражены атаки на Волноваху. Украинские силы заявили о ликвидации 15 российских военных.
Ирина Верещук сообщила, что гумконвой из Запорожья пока остается в Бердянске. Ожидается, что он доедет до Мариуполя утром 14 марта.
14 марта
Российские войска предприняли несколько попыток штурма в восточной части Мариуполя. Россияне продолжили артобстрел города и его северных окраин, российская авиация всё чаще выполняет задачи непосредственной авиационной поддержки вблизи города. Сообщается о гибели командира одного из подразделений Народной милиции ДНР Тараса Гордиенко с позывным «Клуни».
Глава Чеченской республики Рамзан Кадыров заявил, что под Мариуполем воюют 5000 чеченских солдат и что чеченцы ненадолго вошли в Мариуполь, прежде чем отступить. Кадыров также заявил, что его близкий соратник и депутат Государственной Думы Адам Делимханов был командующим чеченскими силами в Мариуполе. Материалы в соцсетях подтверждают присутствие чеченцев.
Советник офиса президента Украины Алексей Арестович заявил, что при осаде Мариуполя погибло более 2500 мирных жителей. Ирина Верещук сообщила о том, что караван с гуманитарной помощью задержан недалеко от Бердянска, и обвинила российскую сторону во лжи по поводу якобы выполнения ею соглашений, касающихся гуманитарной помощи жителям Мариуполя.
Представитель мариупольского горсовета Андрей Ремпель сообщил, что в 13:00 российские войска открыли пункт пропуска для выезда из города в направлении Запорожья через Бердянск, благодаря чему как минимум 160 частных автомобилей смогли покинуть город.
15 марта
Генштаб Украины утверждает, что украинским силам удалось отбить крупную российскую атаку в Мариуполе, конкретное место не уточняется. Утверждается, что российская сторона потеряла 150 военнослужащих и 9 единиц техники. Также генштаб сообщил, что украинская артиллерия и авиация уничтожили 12 единиц российской техники вокруг Мариуполя, а в связи с тяжёлыми потерями в российской армии поздним вечером в район Мариуполя ввели подкрепление из 810-й бригады морской пехоты. Полк «Азов» сообщил о разгроме одного из подразделений российской 22-й отдельной гвардейской бригады специального назначения.
Вооружённые силы Украины, президент Украины Владимир Зеленский и ряд украинских СМИ утверждают, что удалось убить командира 150-й мотострелковой дивизии генерал-майора Олега Митяева, однако ISW не смог независимо подтвердить эту информацию.
Сообщается, что российские силы захватили Мариупольскую областную больницу интенсивной терапии, а пациентов взяли в заложники.
Около 4000 автомобилей с примерно 20 000 мирных жителей смогли выехать из города. Советник мэра Мариуполя Пётр Андрющенко подсчитал, что около 80 % жилого фонда было разрушено, а общее число убитых мирных жителей, несмотря на официальное заявление о 2400 подтверждённых погибших, может достигать 20 000.
16 марта
Министр обороны РФ Сергей Шойгу заявил, что войскам ДНР удалось взять под контроль Михайловку, Ставку, Ботманку и Васильевку.
Генштаб Украины в полдень сообщил, что российские силы вели наступление Великую Новоселку. ISW отмечает, что генштаб не заявлял об отбитии атаки, что может указывать на успех наступления, хоть ISW и не может в полном объёме подтвердить заявления Минобороны РФ, которые, по утверждению ISW, ранее неоднократно оказывались ложными.
Бомбардировкой уничтожено здание Донецкого академического областного драматического театра, в котором, по данным местных властей, укрывались от 1000 до 1200 мирных жителей. Украинская сторона сообщила, что также в результате бомбардировки был разрушен бассейн «Нептун», в котором от обстрелов укрывались преимущественно беременные женщины и матери с детьми.
Президент Международного комитета Красного Креста Петер Маурер сообщил, что миссия организации покинула Мариуполь, так как не может продолжать деятельность из-за военной обстановки.
18 марта
Российские силы захватили административные здания на восточном берегу Мариуполя. Согласно свидетельствам, чеченские силы Национальной гвардии РФ действуют на окраине города. С северной стороны города крупные наступательные операции не велись.
Владимир Зеленский сообщил, что из города вывели в общей сложности 35 тысяч человек, а в ходе разбора руин драмтеатра спасено около 130 человек — спасательные работы продолжаются.
19 марта
Начались бои у сталелитейного завода «Азовсталь». Продолжается целенаправленный обстрел гражданских объектов российскими войсками с применением танков, артиллерии, а также ракет наземного и воздушного базирования. По заявлению украинских властей, россияне нанесли авиаудар по школе искусств № 12 в Левобережном районе Мариуполя, в которой укрывалось около 400 мирных жителей. Школа была разрушена, а под руинами остались люди.
Ирина Верещук сообщила, что по гуманитарным коридорам за день Мариуполь смогли покинуть 4128 человек.
20 марта
Войска РФ и ДНР продолжают медленное продвижение, обстреливая город, в том числе применяя термобарические боеприпасы. Также российская сторона подтвердила, что в неуточненный день в Мариуполе был убит заместитель командующего Черноморским флотом России, капитан 1-го ранга Андрей Палий.
Пользователи в соцсетях установили геолокацию опубликованных Рамзаном Кадыровым видеоматериалов, и результат подтвердил, что чеченские бойцы участвуют в штурмах Мариуполя.
Городской совет Мариуполя заявил, что за последнюю неделю российские войска насильственно депортировали несколько тысяч человек в лагеря и отдалённые города России. В тот же день Россия отрицала, что это происходит.
Начальник Национального центра управления обороной Российской Федерации генерал-полковника Михаил Мизинцев объявил ультиматум: все украинские военнослужащие, обороняющиеся в Мариуполе, должны сложить оружие, чтобы российская сторона открыла гуманитарные коридоры. Заявляется, что 21 марта с 10:00 до 12:00 по московскому времени сдавшиеся военнослужащие без оружия покинут Мариуполь по согласованным с украинской стороной гуманитарным коридорам на подконтрольную Киеву территорию, после чего работу в городе начнут гуманитарные миссии. Утверждается, что «всем сложившим оружие гарантируется безопасный выход из Мариуполя и сохранение жизни». Российская сторона требует «официального письменного ответа» до 5:00 по московскому времени 21 марта. Команда ютуб-канала «Ходорковский LIVE» утверждает, что они получили доступ к половине от 8-страничного официального письма, направленного украинской стороне, ООН и Международному комитету Красного Креста. Текст был опубликован в интернете и содержал территориальные и политические претензии Российской Федерации к Украине и западным странам, которыми оправдывается вторжение.
21 марта
Ирина Верещук заявила, что Киев не принимает ультиматум «о сдаче Мариуполя».
Министр иностранных дел Украины Дмитрий Кулеба обвинил российскую сторону в отправке жителей Мариуполя в фильтрационные лагеря.
Верховный представитель ЕС по внешней политике Жозеп Боррель назвал разрушение Мариуполя российскими войсками «масштабным военным преступлением».
Рамзан Кадыров утверждает, что глава чеченского отделения Росгвардии Адам Делимханов лично руководит операциями кадыровцев по продвижению в городе, в том числе по штурму территории «Азовстали», хотя, как отмечает ISW, 10 марта заявлялось о взятии предприятия российскими войсками. Кадыров сказал, что чеченские бойцы обеспечивают надёжное прикрытие прочим российским войскам. Материалы в социальных сетях подтверждают наличие чеченских подразделений вокруг города, но не подтверждают какую именно роль эти подразделения выполняют в уличных боях.
22 марта
В боях погиб командир российской 810-й бригады морской пехоты полковник Алексей Шаров.
Ирина Верещук сообщила, что за сутки в Запорожье из Мариуполя эвакуировали 5926 человек. Также она заявила, что колонну из 11 автобусов и 2 машин, которая ехала в Мариуполь, захватили в районе поселка Мангуш, судьба водителей и спасателей неизвестна.
23 марта
Глава Донецкой областной военной администрации Павел Кириленко сообщил, что городской голова Мариуполя Вадим Бойченко был вынужден покинуть город в связи с отсутствием связи. Кириленко обвинил российские войска в предумышленном уничтожении городской инфраструктуры дабы вынудить городские власти «покинуть город ради возможности работать над спасением людей».
Владимир Зеленский сообщил, что в Мариуполе находится 100 тысяч мирных жителей.
24 марта
Российские войска вошли в центр Мариуполя. Украинские войска подтверждают, что россияне заняли Собор Покрова Божией Матери. Также пользователям соцсетей удалось установить геолокацию нескольких боёв, запечатлённых на видео, что также подтвердило продвижение российских сил в центр города. Некоторые видеоматериалы подтверждают участие в боях чеченских подразделений и морской пехоты.
Рамзан Кадыров утверждает, что чеченские бойцы взяли под контроль всю левобережную часть Мариуполя.
Городские власти утверждают, что российские военные с применением громкоговорителей обманывают оставшихся жителей, заявляя, будто Запорожье больше не принимает беженцев, украинские власти их бросили, а российские войска уже захватили Одессу. ISW предполагает, что российские войска действительно могут предпринимать попытки деморализовать население и украинских защитников дабы добиться капитуляции. Также городские власти утверждают, что около 15 тысяч жителей Мариуполя были насильно депортированы в РФ. МИД Украины утверждает, что около 6 тысяч жителей были перемещены в фильтрационные лагеря для политического давления на Киев.
25 марта
Сообщается, что российская партия «Единая Россия» открыла офис в оккупированной части Мариуполя. Утверждается, что под видом гуманитарного штаба россияне занимаются распространением партийной рекламы, российской пропаганды и сим-карт. Представитель горсовета также сообщил о гибели около 300 людей, укрывавшихся в здании драмтеатра.
26 марта
В ДНР заявили об открытии своих отделений полиции в оккупированных частях города.
28 марта
Генштаб Украины подтвердил, что российские силы по состоянию на полдень продвинулись, но утверждают, что противник несёт тяжёлые потери. ISW не может подтвердить какие-либо конкретные успехи российской стороны. Согласно официальному релизу военной разведки Великобритании, центр Мариуполя остается под контролем украинских сил.
Ирина Верещук заявила, что украинская сторона в целях безопасности не будет открывать гуманитарные коридоры для эвакуации гражданских. Городской голова Мариуполя Вадим Бойченко призвал к полной эвакуации оставшегося населения города, признав, что город столкнулся с оккупацией.
29 марта
На фоне интенсивных боёв в городе власти ДНР заявляют о значительных успехах, а Генштаб Украины — о продолжении слаженной обороны украинскими военными.
Жозеп Боррель заявил, что представительство Консультативной миссии ЕС в Украине подверглось обстрелу со стороны ВС России, пострадавших нет.
30 марта
Алексей Арестович в интервью BBC заявил, что в Мариуполе разрушено 90 % зданий, погибло 5 тысяч человек, а 170 тысяч до сих пор находятся в городе.
31 марта
Власти ДНР и ЛНР заявляют, что войска ДНР принимают участие в российских операциях в Мариуполе наравне с российскими военными.
Генштаб Украины сообщил, что украинская 36-я бригада морской пехоты и другие подразделения поддерживают «кольцевую оборону» Мариуполя, но российские силы продвигаются дальше.
Президент Швейцарии Иньяцио Кассис осудил неизбирательные атаки по гражданским объектам, в том числе ракетные удары по покинутым складам МККК в течение прошедшего месяца.

### Апрель
1 апреля
Представитель МККК Юэн Уотсон сообщил, что в Мариуполь выдвинулась команда Красного Креста, состоящая из трёх автомобилей с девятью сотрудниками. Планируется вывезти на подконтрольную Украине территорию колонну из около 54 украинских автобусов и неизвестного количества частного транспорта.
Помощник мэра Мариуполя Пётр Андрющенко утверждает, что российские войска два дня препятствуют доставке гуманитарных грузов жителям города.
Ирина Верещук сообщила, что в Запорожье из Мариуполя за день на собственном транспорте эвакуировались 631 человек.
2 апреля
В Мариуполе продолжаются тяжёлые уличные бои. ISW подтверждает, что российские войска захватили здание СБУ в центре Мариуполя. По утверждению Алексея Арестовича, украинские войска смогут длительное время оборонять занятые на данный момент позиции.
Ирина Верещук заявила, что 765 человек из Мариуполя добрались до Запорожья на личном транспорте, а из Запорожья в Мелитополь доехали 17 автобусов, которые в дальнейшем продолжат эвакуацию мариупольцев. По данным некоторых СМИ, в городе остаются до 150 тысяч мирных жителей.
3 апреля
В Мангуше, согласно спутниковым снимкам, были обнаружены массовые захоронения. Компания Maxar Technologies, опубликовавшая снимки, сообщила в своем заявлении, что размер братской могилы в течение месяца постепенно увеличивался, поскольку российские силы продолжают вывозить тела украинцев из Мариуполя. Длина захоронения составляет примерно 340 метров. Согласно утверждениям украинской стороны, там могут быть захоронены до 9000 жертв российских войск.
4 апреля
Ирина Верещук сообщила о 100 гражданах Турции, которые до сих пор остаются в заблокированном Мариуполе. Городской голова Мариуполя Вадим Бойченко заявил, что 90 % инфраструктуры города уничтожено, 60 % пострадало от прямых авиационных и артиллеристских попаданий, 40 % не подлежит восстановлению. Также он заявил, что колонна Красного Креста, состоящая из 7 автобусов, и ехавшая в Мариуполь для эвакуации жителей, была арестована российскими военными в Мангуше.
5 апреля
ISW указывает, что российские силы провели интенсивные артобстрелы и авиационную бомбардировку позиций украинских сил вокруг завода «Азовсталь».
Колонна МККК так и не доехала до Мариуполя: после своего освобождения представители организации встретились в Мангуше с эвакуировавшейся колонной частных автомобилей и сопроводили её до Запорожья. Эвакуировалось около 1500 человек.
Глава ДНР Денис Пушилин назначил главой оккупационной администрации Мариуполя депутата горсовета Константина Иващенко несмотря на то, что украинские войска продолжают действовать в городе.
6 апреля
Министерство обороны Великобритании сообщило, что российская авиация продолжает наносить удары по Мариуполю, продолжаются уличные бои, а жители города не имеют доступа к гуманитарной помощи, медицинским услугам, отсутствует вода и электричество.
Мариупольский городской совет утверждает, что тела погибших в Мариуполе войска РФ и ДНР сжигают в мобильных крематориях, и заявил, что деятельность групп зачистки координирует Константина Иващенко. Городской голова Вадим Бойченко заявил, что в результате бомбардировки российской авиацией городской больницы № 1 заживо сгорели 50 человек, а всего за месяц погибли около 5 тысяч человек, в том числе примерно 210 детей.
Ирина Верещук заявила, что за сутки из Мариуполя и Бердянска на частных автомобилях в общей сложности выехали 3 686 людей.
7 апреля
Пресс-секретарь ДНР Эдуард Басурин заявил, что российские силы «частично зачистили» центральную часть Мариуполя, но сказал, что бои продолжаются вокруг порта в юго-западной части города. ISW сообщает, что не может независимо подтвердить заявление о занятии территории, однако и сообщений о боях в центральной части города Институт не фиксировал со 2 апреля.
Советник мэра Мариуполя Пётр Андрющенко опроверг утверждение о захвате российскими силами центра Мариуполя. Он утверждает, что российские силы контролируют четверть города, включая Драматический театр и штаб-квартиру СБУ, но это не весь «центр города». Андрющенко указал на то, что большинство видеозаписей российских войск геолоцированы на окраине Мариуполя, и сказал, что украинские силы контролируют Приморский район, часть восточного берега Азовстальского района, береговую линию к юго-западу от города вплоть до Азовского моря, и несколько промышленных зон.
Генштаб Украины и материалы в соцсетях подтверждают, что украинские войска сохраняют по крайней мере частичный контроль над юго-западными территориями Мариуполя.
8 апреля
Российские источники утверждают, что на территории «Азовсталь» находится около 3000 украинских военнослужащих, что опровергает предыдущие сообщения российской стороны о полном взятии восточной части Мариуполя.
Видеоматериалы, опубликованные украинскими силами, подтверждают бои в восточном Мариуполе.
9 апреля
ISW сообщает, что российские силы достигли незначительных успехов в ходе боёв.
10 апреля
Российским силам удалось разделить город по линии от центра к побережью, изолировав оставшиеся силы украинской обороны в двух местах — главном порту Мариуполя на юго-западе, и территории «Азовсталь». Видео из российских источников подтверждают взятие российскими силами рыбацкого порта к западу от «Азовстали», что в свою очередь, по предположению ISW, подтверждает контроль России над центром города.
Советник мэра Мариуполя Вадима Бойченко Пётр Андрющенко заявил, что российские силы устанавливают блокпосты в центральной и северо-восточной частях Мариуполя для, как он утверждает, задержания или убийства украинских граждан, противящихся российской оккупации. Также Андрющенко заявил, что российские войска строят крематории и роют братские могилы для убитых гражданских, но ISW не смог независимо подтвердить это заявление
11 апреля
Вечером представители полка «Азов» заявили, что российские войска использовали на территории комбината «Азовсталь» химическое оружие, сброшенное с дрона. Как сообщается, у жертв атаки наблюдается атаксия и удушье. Заместитель мэра Мариуполя Сергей Орлов подтвердил факт «химического отравления» со ссылкой на вооружённые силы. Глава Донецкой областной военной администрации Павел Кириленко также подтвердил факт сброса неустановленного вещества с дрона, но указал, что пока слишком рано говорить о том, может ли вещество быть классифицировано как химическое оружие. Госсекретарь США Энтони Блинкен сказал, что США и Украина не в состоянии подтвердить применение Россией химического оружия в Мариуполе из-за препятствий для верификации атаки.
Представители ДНР отвергли обвинения в использовании химического оружия.
ISW не смог независимо подтвердить инцидент, однако Институт отмечает, что ранее пресс-секретарь ДНР Эдуард Басурин заявил, что российские силы должны привлечь «химические войска» против украинских защитников на территории «Азовсталь» чтобы «выкурить кротов из их нор» из-за сложностей со штурмом предприятия. Также ISW утверждает, что ранее уже прогнозировал возможность применения химического оружия российскими войсками, основываясь на предшествовавшем поведении российской стороны, а Мариуполь является оптимальным местом для его использования чтобы продемонстрировать свою готовность к эскалации, при этом снижая риск того, что международное сообщество сможет получить неопровержимые доказательства нарушения Россией международно-правовых обязательств по воздержанию от применения химического оружия.
13 апреля
Российские силы провели несколько атак по украинским войскам в мариупольском порту и «Азовсталь». Порт в течение двух суток подвергался плотному обстрелу. Российским войскам удалось занять металлургический комбинат имени Ильича.
Российская сторона заявила о том, что 1026 военнослужащих 36-й отдельной бригады морской пехоты ВМС ВСУ имени контрадмирала Михаила Билинского сдались на территории комбината и попали в плен. Российские военные показали видео, в котором приблизительно 30 украинских солдат, по словам россиян, были захвачены в плен на комбинате Ильича.
В ответ украинская сторона и несколько украинских СМИ заявили, что 36-я отдельная бригада морской пехоты ВСУ сумела вырваться из окружения на комбинате Ильича и соединилась с силами полка «Азов» на территории «Азовсталь». Также командование 36-й бригады и командование полка «Азов» опубликовали совместное видео. Представители Украины признали взятие в плен неопределённого количества военнослужащих.
14 апреля
Пётр Андрющенко сообщил, что силы РФ сконцентрированы на взятии мариупольского порта, заручившись серьёзной поддержкой артиллерии и авиации, что противоречит предыдущим заявлениям российской стороны о взятии порта. Также Андрющенко сообщил, что российские силы строго контролируют въезд и выезд в Мариуполь и подвергают украинских мирных жителей «фильтрации» — термин, используемый российскими войсками в других частях Украины для описания обысков, допросов и возможных целенаправленных убийств украинских мирных жителей.
15 апреля
Командир 36-й бригады морской пехоты Украины заявил, что ситуация в Мариуполе «ухудшается» и что российские войска «агрессивно атакуют» украинские позиции, но добавил, что украинские силы не сдадутся. Пётр Андрющенко заявил, что российские силы размещают неуточнённое тяжёлое вооружение и артиллерию на территории металлургического комбината имени Ильича для усиления атак на «Азовсталь», но ISW не удалось независимо подтвердить эту информацию. Министерство обороны Украины сообщило, что помимо продолжающихся обстрелов по Мариуполю нанёс удар российский стратегический бомбардировщик Ту-22М3, что может быть первым применением этого самолёта с начала войны.
16 апреля
Бои в центре Мариуполя продолжаются.
Подразделения ДНР прибыли на центральный мариупольский пляж с севера. Российские силы вошли на базу 12-й бригады оперативного назначения Национальной гвардии Украины, а войска ДНР заняли полицейский участок в центральном районе Мариуполя. Также силы РФ и ДНР опубликовали видеозаписи, которые подтверждают присутствие этих сил в нескольких ключевых локациях юго-западного Мариуполя, включая диспетчерский пункт порта, здание прокуратуры, и Главное управление Национальной Полиции в Донецкой области. По предположению ISW, это указывает, что скорее всего российские силы заняли порт Мариуполя. Министр обороны РФ Сергей Шойгу заявил, что российские силы зачистили весь пригород Мариуполя и что «остатки украинской группы сейчас полностью заблокированы на территории промышленного комплекса „Азовсталь“»
Украинские силы продолжают обороняться, особенно на «Азовсталь», которая подвергается серьёзным атакам со стороны войск РФ и ДНР. Владимир Зеленский заявил, что в случае уничтожения украинских военных на «Азовсталь» переговорам придёт конец.
Пётр Андрющенко заявил, что глава ДНР Денис Пушилин открыл офис партии «Единая Россия» в Мариуполе, что, по предположению ISW, может свидетельствовать о подготовке ДНР к управлению городом. Также он заявил, что российские «фильтрационные» меры достигли своего апогея и что россияне полностью закроют город 18 апреля для завершения «фильтрации».
По информации в социальных сетях были подтверждены похороны заместителя командира российской 8-й общевойсковой армии генерал-майора Фролова Владимира Петровича.
17 апреля
Министерство обороны России в ультимативной форме потребовало от находящихся на «Азовстали» украинских военных сложить оружие и покинуть Мариуполь. Украинские военнослужащие отказывались сдаваться и продолжили сопротивление. Пётр Андрющенко заявил, что российские войска не обозначили обещанный «безопасный коридор для выхода» через который они требовали покинуть Мариуполь, и что российский ультиматум скорее всего был ловушкой для украинских войск.
18 апреля
Российские войска продолжают бомбардировку «Азовсталь», применяя тяжёлую артиллерию, Ту-22М3, и ещё один неопределённый самолёт.
Командир 36-й бригады морской пехоты обратился к США и ЕС с просьбой предоставить украинским войскам больше тяжёлого вооружения, сказав, что они «готовы сражаться до последней капли крови, но должны знать, что мир сделал всё возможное для этого».
Спикер Минобороны Украины Александр Мотузяник заявил, что украинские силы в Мариуполе успешно сковывают российские войска, что даёт возможность украинской армии вести наступательные действия в других местах.
19 апреля
Российская авиация нанесла авиаудар по северной части комплекса «Азовсталь». Российские источники опубликовали фотографии с российскими войсками, которые зашли на склады рядом с «Азовсталь», но ISW не подтвердить аутентичность или локацию на фотографиях. Украинские силы удерживают свои позиции на предприятии и продолжают ограниченные уличные бои в центре Мариуполя.
Денис Пушилин заявил, что захват «Азовсталь» является главным приоритетом ДНР. Эдуард Басурин заявил, что начался совместный штурм предприятия силами РФ и ДНР. Минобороны РФ опять потребовало от украинцев сдаться, но украинские войска отказались. Также Минобороны РФ заявило, что украинские войска планируют расстрел гражданских, сдавшихся в Мариуполе. По мнению ISW, такое заявление является ложным и указывает на вероятность того, что это российские силы убили гражданских и собираются обвинить в этих убийствах Украину.
Пётр Андрющенко заявил, что российские войска стягивают тяжёлое оружие и танки в левобережный район Мариуполя рядом с «Азовсталь», но при этом продолжили обстреливать ближайшие жилые улицы.
20 апреля
Видеозаписи указывают, что морская пехота РФ с прочими механизированными частями ведут бои на окраинах территории комплекса «Азовсталь». Авиация продолжает вести плотную бомбардировку предприятия. Российские источники утверждают, что Народная милиция ДНР и, возможно, российский спецназ занимаются зачисткой «Азовсталь», но ISW не смог подтвердить взятие части завода.
Минобороны РФ объявило очередной ультиматум с требованием сложить оружие, украинские войска отказались его выполнить.
Анонимный высокопоставленный представитель Пентагона заявил, что значительное количество российских подразделений были передислоцированы из Мариуполя в сторону Запорожской области, но ISW не может независимо подтвердить эту информацию.
Ирина Верещук заявила, что впервые за прошедшие недели жителям города удалось эвакуироваться. Согласно её словам, в Запорожье из Мариуполя прибыло около 90 человек.
Командир 36-й отдельной бригады морской пехоты Сергей Волынский записал видеообращение, в котором призвал применить к украинским бойцам и гражданским, заблокированным в Мариуполе, процедуру экстракшен и вывезти людей на территорию третьей страны.
21 апреля
Президент РФ Владимир Путин и Министр обороны РФ Сергей Шойгу заявили о победе в битве за Мариуполь вопреки факту присутствия на территории «Азовсталь» украинских сил. Во время телевизионного совещания Шойгу заявил, что «весь Мариуполь под контролем армии РФ» и что российские силы «надёжно заблокировали националистов и наёмников», которые остались на предприятии. Шойгу также заявил, что зачистка «Азовстали» займёт у российских военных 3-4 дня, на что Путин ответил, что финальный штурм не требуется и приказал полностью заблокировать территорию предприятия для сохранения жизней российских военнослужащих.
Представители США заявляют, что Россия не убрала дюжину батальонно-тактических групп из Мариуполя, несмотря на заявление о победе. Также местные источники сообщают о продолжении боёв вокруг «Азовсталь».
Украинская сторона заявляет, что в Мариуполе с начала вторжения погибло около 20 тысяч гражданских, и массовые захоронения под Мариуполем значительно обширнее тех, что были обнаружены в Буче.
Городской голова Вадим Бойченко призвал к режиму тишины для эвакуации гражданских, застрявших на территории «Азовсталь». Ирина Верещук поддержала этот призыв, добавив, что на предприятии находится около тысячи мирных жителей и пяти тысяч раненных военнослужащих, не уточнив количество боеспособных солдат.
Советник Президента Украины Михаил Подоляк и депутат Верховной Рады Украины от партии «Слуга народа» Давид Арахамия заявили, что Киев предлагает провести немедленные переговоры прямо в Мариуполе для достижения договорённостей по эвакуации в формате обмена всех находящихся на «Азовстали», как гражданских, так и военнослужащих, однако позже Президент Украины Владимир Зеленский заявил, что российская сторона отвергла предложение.
22 апреля
Украинские государственные источники указывают, что российские силы прекратили штурм территории «Азовстали», однако продолжили обстрел предприятия и систематически отказывают украинской стороне открыть гуманитарные коридоры для эвакуации гражданских.
Силы РФ и ДНР продолжают укреплять контроль над ключевыми зданиями Мариуполя и, по предположению ISW, готовят условия для установления оккупационной власти. В соцсетях были опубликованы несколько видео, на которых неустановленные российские войска покидают Мариуполь. Сергей Шойгу заявил, что российские войска возьмут гуманитарную паузу в боевых действиях только если украинские войска «поднимут белые флаги» и сдадутся. Также он утверждает, что на «Азовстали» в течение 2-х недель закончатся еда и припасы.
23 апреля
Советник главы Офиса Президента Украины Алексей Арестович заявил, что российские военные пытались штурмовать «Азовсталь», но ISW не может независимо подтвердить это.
Российская сторона утверждает, что ей якобы были организованы автобусы для эвакуации гражданских из Мариуполя, но эвакуацию пришлось отменить, так как, по утверждению россиян, украинские «националисты» планировали атаку на мирное население. Такие действия, которые портят процесс эвакуации, вероятно, представляют собой дальнейшие попытки сформировать восприятие информации в Мариуполе и в мире, а также расширить административный контроль в захваченных частях города.
24 апреля
Заместитель командира полка «Азов» и Алексей Арестович заявили, что российская морская пехота готовит штурм «Азовсталь». ISW не может независимо подтвердить это утверждение.
Российские источники опубликовали кадры, на которых морская пехота и бронетехника Тихоокеанского флота покидают Мариуполь. Сообщается, что эти силы движутся в сторону Волновахи, однако ISW не может подтвердить эту информацию, как и не смог уточнить состав войск.
Командир 36-й отдельной бригады морской пехоты ВСУ Сергей Волынский заявил о критической ситуации в Мариуполе: «Мы несём потери, ситуация критическая… у нас очень много раненых, [некоторые] умирают, сложная [ситуация] с оружием, боеприпасами, продовольствием, медикаментами… ситуация стремительно ухудшается».
25 апреля
Алексей Арестович и Пётр Андрющенко сообщают, что российские войска ведут наземную атаку на «Азовсталь» вопреки заявлению Владимира Путина от 21 апреля о прекращении штурмовых действий для предотвращения потерь в российской армии.
Главное разведывательное управление Украины заявило, что войска РФ могут применить химическое оружие по украинским позициям на предприятии для «выкуривания» защитников и гражданских, однако ISW не может независимо подтвердить риск такой угрозы.
ISW не может независимо подтвердить масштаб заявленных атак со стороны россиян, однако российское командование могло осознать, что в ближайшие недели у них не выйдет истощить запасы украинских сил, при этом Институт допускает, что руководство РФ установило крайним сроком захвата «Азовсталь» 9 мая, и для выполнения такой задачи требуются поспешные и дорогостоящие операции. ISW констатирует, что других причин возобновлять штурм, помимо крайних сроков, скорее всего нет.
Ирина Верещук заявила, что российская сторона продолжает отвергать предложения об эвакуациях, что противоречит заявлениям российской стороны о том, что российские военные открыли гуманитарные коридоры для эвакуации с территории «Азовсталь». Пётр Андрющенко заявил, что российские военные используют для патрулирования улиц Мариуполя бывших сотрудников полиции, которых мобилизовали в армию ДНР.
26 апреля
Российские силы продолжают наземный штурм и авиабомбардировку оставшихся украинских сил на предприятии «Азовсталь», но не достигли успехов. Видеозаписи продолжающихся обстрелов танками жилых и индустриальных зданий за пределами «Азовсталь» указывают, что украинские военные продолжают удерживать свои позиции вне территории предприятия.
Глава Донецкой областной администрации Павел Кириленко заявил, что российские силы 35 раз совершили авианалёты по «Азовстали», в результате чего в одном из цехов завода произошёл пожар. Пётр Андрющенко заявил, что все утверждения российской стороны о гуманитарных коридорах для эвакуации с территории «Азовсталь» были «ловушками».
Генеральный секретарь ООН Антониу Гутерриш на встрече с президентом РФ Владимиром Путиным предложил создать контактную группу ООН — Россия — Украина по гуманитарным коридорам. В частности, он поднял вопрос об эвакуации людей с завода «Азовсталь». Российский президент, согласно информации офиса генсека ООН, согласился привлечь МККК и ООН для эвакуации мирных граждан, которые также остаются на территории завода. При этом Владимир Путин заявил, будто боевые действия в Мариуполе закончились, более 1300 украинских военных сдались в плен, а 140 тысяч гражданских были эвакуированы из Мариуполя.
Владимир Путин также сообщил ложную информацию об «освобождении» Мариуполя Президенту Турции Тайипу Эрдогану.
27 апреля
Украинские войска заявили, что российские силы продолжили наносить частые авиаудары по украинским защитникам, применяя в том числе бомбардировщик Ту-22М3. Советник мэра Мариуполя Пётр Андрющенко и командир 36-й отдельной бригады морской пехоты Сергей Волынский сообщили, что российские войска продолжают наземный штурм предприятия «Азовсталь» и что запасы воды, еды и боеприпасов у украинских сил истощаются.
Пётр Андрющенко отдельно заявил, что российские оккупационные силы все больше ограничивают передвижение гражданских в Мариуполе и «прибегают к физическому принуждению и шантажу», чтобы заставить граждан Украины работать на оккупационный режим.
28 апреля
Городской совет Мариуполя и Генеральный штаб Украины сообщили, что семь российских стратегических бомбардировщиков Ту-22 нанесли удар по госпиталю многотонными противобункерными бомбами. ISW не может независимо подтвердить это утверждение, но отмечает, что российские силы наносили удары по украинским медицинским объектам в течение всей войны. Заместитель командира полка «Азов» капитан Святослав Паламар обратился к киевским властям с просьбой о «решительных действиях» против российских сил, а также указал, что у украинских военных на территории «Азовсталь» истощаются припасы.
Генштаб Украины заявил, что украинские силы специального назначения и партизанские группы уничтожили железнодорожный мост в Якимовке, по которому из Крыма шли грузы в Мариуполь, но ISW не может независимо подтвердить это заявление.
Пётр Андрющенко заявил, что российские силы собирают информацию о жителях Мариуполя, выдавая себя за социальных работников. Другие украинские государственные источники заявляют, что россияне продолжают массово задерживать украинских граждан.
29 апреля
Российские войска продолжили наносить авиаудары по территории «Азовсталь», не предпринимая при этом каких-либо крупных попыток штурма.
Генштаб Украины сообщил, что определённые подразделения перебрасываются из Мариуполя для ведения наступательных действий в направлении Курахова, но ISW не может независимо подтвердить эту информацию.
Пётр Андрющенко заявил, что российские силы усиливают оккупационный контроль в городе и ведут интенсивную информационную кампанию, в ходе которой россияне утверждают, что они предпринимают меры по «улучшению жизни в Мариуполе», параллельно с этим поступают сообщения о том, что россиянам не удаётся обеспечить город необходимым количеством еды. Также Андрющенко заявил, что российские силы проводят инвентаризацию жилых домов в Мариуполе, чтобы национализировать украинскую собственность.
30 апреля
Российские силы, которые остаются в городе, включая части 810-й бригады морской пехоты, продолжают блокирование украинских военных на территории предприятия «Азовсталь», а также наносят авиаудары.
Пётр Андрющенко заявил, что покинутые дома в районе Старого Крыма заселяются по разрешениям, выданными властями ДНР, и что в РФ планируют вернуть в город ранее насильно депортированных мариупольцев, как только российские войска укрепят контроль над городом.
Глава ДНР Денис Пушилин заявил, что силы ДНР при поддержке Кремля отстроят инфраструктуру Мариуполя, как только будет «решён» вопрос с украинской обороной на «Азовсталь».

### Май
1 мая
Городской совет Мариуполя сообщил, что началась эвакуация гражданских из «Азовстали».
2 мая
Военная правоохранительная служба Украины сообщила, что более 100 гражданских были эвакуированы из «Азовсталь», но украинские военнослужащие остаются на предприятии.
Министерство обороны РФ заявило, что российские силы «спасли» 80 человек, якобы находившихся в заложниках, и 11 из них, как утверждается, захотели остаться в ДНР.
3 мая
ООН и МККК заявили о завершении первой эвакуации гражданских с «Азовстали». По данным ООН, всего с комбината были эвакуированы 101 человек, ещё 58 людей присоединились к эвакуации в поселке Мангуш. Предполагается, что ещё 200 гражданских находятся на территории комбината.
Российские войска ночью возобновила боевые действия, обстреливая территорию предприятия из артиллерии и совершая авианалёты с целью прикрытия наземного штурма при участии десанта, танков и прочей бронетехники. Заместитель командира полка «Азов» Святослав Паламарь сообщил, что в результате обстрелов погибли две женщины, являвшихся гражданскими. Минобороны РФ утверждает, что российские войска возобновили бои, так как украинские военные якобы «воспользовались режимом тишины на „Азовстали“ и вышли на огневые позиции».
4 мая
Российские войска впервые с начала боёв прорвались на территорию «Азовстали».
Анонимный высокопоставленный представитель Министерства обороны США предположил, что в Мариуполе находятся 2 российские батальонные тактические группы, составленные из неопределённых чеченских частей и нескольких неполных частей, имевших потери. Общая численность войск, по оценке, составляет около 2000 человек.
Главное управление разведки Украины (ГУР) утверждает, что в связи с подготовкой россиян к параду в Мариуполе на День победы местных жителей принуждают к очистке разрушенных улиц города, оплачивая труд едой. Также ГУР утверждает, что первый заместитель главы администрации президента РФ Сергей Кириенко, который, предположительно, является новым куратором Кремля по Донбассу, в неназванную дату прибыл в Мариуполь для наблюдения за ходом работ.
Президент Украины Владимир Зеленский заявил, что из Мариуполя были эвакуированы 344 жителя, включая более 150 — с комбината «Азовсталь».
5 мая
Святослав Паламарь сообщил, что оставшиеся на «Азовсталь» обороняющиеся и гражданские не могут эвакуироваться, несмотря на заявления российской и украинской сторон о согласии на прекращение огня.
6 мая
Российские источники заявляют, что российские силы захватили в плен 100 украинских военнослужащих, пытавшихся сбежать с «Азовсталь», но ISW не может подтвердить эту информацию.
Сообщается, что российские войска нарушили режим тишины для объявленного гуманитарного коридора и выстрелили по эвакуирующимся гражданским автомобилям противотанковой ракетой.
Со ссылкой на советника главы офиса президента Украины Алексея Арестовича появлялись сообщения о том, что российские подразделения были выбиты с территории завода. Замкомандира «Азова» Святослав Паламарь опроверг это заявление.
7 мая
СМИ РФ и ДНР распространили ложную информацию о том, что украинские бойцы сдались россиянам, подняв белые флаги. Украинские войска на «Азовсталь» опровергли эту информацию, сообщив, что белые флаги были подняты обеими сторонами с целью обозначить дорогу для эвакуации гражданских.
Институт по исследованию войны не может сообщить о каких-либо изменениях в позициях на территории предприятия в связи со скудностью информационной среды в Мариуполе и дефицитом фото- и видеоматериалов непосредственно боёв.
Вице-премьер Украины Ирина Верещук подтвердила, что эвакуация гражданских с «Азовсталь» завершена. Территорию завода покинули, по её словам, «все женщины, дети и пожилые люди». В свою очередь Минобороны РФ заявило о завершении очередного этапа эвакуации с «Азовстали», и утверждает, что с 5 по 7 мая были эвакуированы 51 человек.
8 мая
Командир полка «Азов» Денис Прокопенко сообщил, что украинские военнослужащие остались на предприятии после эвакуации всех гражданских, и что бои идут на участках самого предприятия. Спутниковые изображения свидетельствуют об ускорении темпов массовых захоронений российскими властями.
Заместитель командира «Азова» Святослав Паламарь призвал власти Украины к «резким действиям» для того, чтобы добиться реального прекращения огня. А также косвенно обвинил некоторых политиков в «цинизме» в связи с их заявлениями об успешном завершении операции по эвакуации мирных жителей с территории «Азовстали». По сообщению «Радио Свобода» об этом накануне сказали вице-премьер Ирина Верещук и президент Украины Владимир Зеленский.
9 мая
Сообщается, что в северной части комплекса «Азовсталь» российские силы подорвали мост, ранее использовавшийся для эвакуации гражданских, что указывает на закрепление российских войск на севере предприятия.
Высокопоставленный представитель Минобороны США заявил, что 2 российские батальонные тактические группы находятся в Мариуполе и продолжают штурмовать «Азовсталь», в то время как дюжина других БТГ, ранее находившихся в Мариуполе, движется в другие регионы Донбасса. ISW не может независимо оценить боеспособность этих групп.
10 мая
Российские войска продолжили штурмовать территорию «Азовстали», а также наносить артиллерийские и авиационные удары по комплексу. Высокопоставленный представитель Минобороны США отметил, что россияне в атаке Мариуполя всё чаще полагаются на неуправляемые бомбы в связи с истощение запасов высокоточных снарядов.
Ирина Верещук сообщила, что на «Азовсталь» находятся около тысячи украинских военнослужащих, несколько сотен из которых ранены.
11 мая
Представители полка «Азова» заявили, что россияне 38 раз нанесли по территории предприятия авиаудары, и 4 раза применили стратегические бомбардировщики.
Жены бойцов «Азова» обратились с просьбой о помощи в эвакуации мужей с «Азовстали» на встрече с Папой Римским. Они призвали его «повлиять» на Владимира Путина, чтобы тот дал разрешение на выход и назвали понтифика «последней надеждой».
12 мая
Продолжаются обстрелы и бомбардировки комбината «Азовсталь». Российские войска не проводят наземных штурмов и сосредоточились на блокировании доступа украинских сил к подземных тоннелям, выходящим за пределы комплекса.
13 мая
Советник мэра Мариуполя Пётр Андрющенко опубликовал изображения российских сил, проводящих штурм территории, согласно проведённой геолокации фотографий, к востоку от трассы М14. ISW указывает на то, что является свидетельством взятия трассы под полный контроль россиян, и что украинские силы, продолжающие сопротивление, были оттеснены от въезда на «Азовсталь». Также по западной части предприятия были нанесены артиллеристские и авиационные удары. Глава Донецкой областной администрации Павел Кириленко заявил, что украинские войска сохраняют свои позиции.
14 мая
Российские войска провели наземные атаки, артобстрелы и авиаудары по комбинату «Азовсталь».
Командование полка «Азова» утверждает, что российские силы задействовали пехоту, танки и тяжёлую артиллерию для штурма территории предприятия, но украинские военные продолжают удерживать оборонные рубежи.
Представитель полиции Донецкой области сообщил, что на «Азовсталь» в условиях антисанитарии находятся более 600 раненных военнослужащих Украины. Украинская сторона пытается договориться об эвакуации 60 медиков и тяжелораненых солдат.
15 мая
Советник городского головы Мариуполя Пётр Андрющенко заявил, что российские войска начали применять зажигательные боеприпасы 9М22С по территории «Азовстали». Информацию подтвердили СМИ с обеих сторон.
16 мая
Были достигнуты договорённости, согласно которым украинские военнослужащие сдаются, а российская сторона вывозит их с территории «Азовсталь» на подконтрольную ДНР территорию. Раненных вывозят в Новоазовск, а остальных — в Оленовку, согласно сообщению Reuters, в бывшую исправительную колонию. Генштаб Украины сообщает, что с территории комбината уехали 264 человека, из них 53 — раненные. Украинская сторона утверждает, что бойцы будут возвращены на подконтрольную Киеву территорию по процедуре обмена, российская сторона данную информацию не подтвердила. Россия сообщила, что сдались 265 военнослужащих, из них 51 — тяжелораненые.
17 мая
По сообщению Reuters, ещё семь автобусов с украинскими военными, которые не выглядели раненными, выехали с территории «Азовсталь».
Спикер Госдумы России Вячеслав Володин попросил профильный комитет парламента подготовить поручение о запрете обмена полка «Азов». Депутат Государственной Думы РФ, член переговорной группы Москвы Леонид Слуцкий заявил во время дебатов в парламенте, что военнослужащих полка «Азов» нужно казнить. После этого пресс-секретарь президента РФ Дмитрий Песков заявил о личных гарантиях Владимира Путина, что со сдавшимися на «Азовстали» украинскими военнослужащими будут обращаться «гуманно», «в соответствии с международными стандартами».
18 мая
Согласно заявлениям представителей РФ и ДНР, из «Азовстали» вышли и сдались в плен в общей сложности от 959 до 962 военнослужащих. Замминистра обороны Украины Анна Маляр заявила, что Киеву известно количество оставшихся и вышедших с территории предприятия, но это «конфиденциальная» информация.
Российские следователи заявили о намерении провести допросы сложивших оружие бойцов с «Азовстали» чтобы «проверить их причастность к преступлениям, совершенным против мирных жителей».
Тем не менее, не все украинские силы покинули «Азовсталь», продолжались воздушные и артиллерийские удары по территории. Денис Пушилин заявил, что высокопоставленные украинские командиры остаются на заводе.
19 мая
По информации российской стороны, в общей сложности с 16 мая в плен сдалось 1730 украинских военнослужащих, оборонявших территорию завода «Азовсталь», 80 из которых — тяжелораненые. Их доставили в больницу в Новоазовске. Не менее 89 украинских военнослужащих заключили в СИЗО-2 Таганрога. Международный комитет Красного Креста в своём официальном сообщении назвал военнослужащих, которых вывозят с территории «Азовстали» военнопленными.
20 мая
Министр обороны РФ Сергей Шойгу заявил, что на территории комбината «Азовсталь» сложили оружие 1908 украинских военнослужащих. Помимо них, с территории завода было вывезено 177 гражданских лиц, среди которых 87 женщин и 47 детей. Минобороны Великобритании также заявило об около 1700 сдавшихся в плен военнослужащих. Командир полка «Азов» Денис Прокопенко, в своем обращении, сообщил о приказе высшего военного руководства сохранить жизни военнослужащих и прекратить оборону Мариуполя.
Вечером представитель министерства обороны России Игорь Конашенков заявил, что на «Азовстали» сдалась последняя группа из 531 украинского военнослужащего. Общее количество вышедших с территории предприятия с 16 мая, согласно заявлению, составило 2439 человек, среди которых был и командир полка «Азов» Денис Прокопенко. По словам Конашенкова, министр обороны РФ Сергей Шойгу доложил президенту России Владимиру Путину о занятии комбината и города в целом.
26 мая
Денис Пушилин заявил, что на территории «Азовстали» обнаружены прятавшиеся украинские военные, которые были задержаны и отправлены к «месту содержания», не став исключать возможность нахождения на территории комплекса необнаруженных украинских военнослужащих. Представитель народной милиции ДНР Эдуард Басурин заявил, что «полная зачистка» «Азовстали» может занять две-три недели.
31 мая
Минобороны РФ утверждает, что в подземных сооружениях завода «Азовсталь», где укрывались военнослужащие Украины, был обнаружен заминированный изотермический фургон с телами 152 погибших украинских солдат. Минобороны РФ заявило, что, исходя из допросов пленных военнослужащих полка «Азов», минирование тел было проведено по прямому указанию Киева, чтобы впоследствии обвинить Россию в намеренном уничтожении останков. По сообщениям российской стороны, она намерена в ближайшее время передать тела погибших властям Украины.
Денис Пушилин заявил, что на территории завода «Азовсталь» обнаружили ещё три или четыре украинских военнослужащих.
2 июня
По заявлению представителя полка «Азов» Анны Головко 160 тел погибших военных, которые Россия передала Украине 2 июня в рамках обмена, были вывезены с «Азовстали». Среди них, про предварительным данным, как минимум 52 погибших служили в «Азове».

## Жертвы
По оценкам ООН, в результате боёв в городе повреждены или разрушены до 90 % жилых зданий и до 60 % частных домов. Были разрушены 3 больницы, ещё 4 — повреждены, что в сумме составляет 90 % вместимости городских больниц. Также были разрушены 23 школы и 28 детских садов. По оценкам украинских властей, потери в ходе боёв за Мариуполь составили как минимум 22—25 тысяч человек убитых, из которых 5—7 тысяч погибли под завалами разбомбленных зданий. Эти оценки числа убитых гражданских в два раза превышают число жертв Мариуполя в ходе его оккупации нацистской Германией. К концу декабря 2022 года в районе Мариуполя обнаружено около 10 300 захоронений в массовых могилах, в связи с чем AP предполагает, что число убитых гражданских может достигать 75 тысяч человек.
Блокада Мариуполя вызвала гуманитарную катастрофу, оставив тысячи людей без дома, доступа к электроэнергии, воде и отоплению — глава МККК назвал масштабы страданий жителей Мариуполя безмерными. 350 тысяч человек вынужденно покинули Мариуполь, в котором до войны жили около 450 тысяч человек. Российский авиаудар по драмтеатру Мариуполя 16 марта — одна из самых смертоносных атак по мирным гражданам за все время войны. На 16 июня ООН подтвердила гибель 1348 мирных граждан, в том числе 70 детей, в ходе боевых действий в Мариуполе, реальное число погибших мирных жителей исчисляется тысячами. Более двух тысяч украинских солдат взяты в плен.

## Роль городской власти
Мэр Вадим Бойченко вынужден был покинуть Мариуполь 27 февраля по настоянию украинских спецслужб. От спецслужб поступила информация о намерениях российских диверсионных групп захватить в плен законного градоначальника.
В Мариуполе остался первый заместитель мэра Михаил Когут, по поручению Бойченко, отвечавший за направление коммунальной работы и оборону города.
По словам главы патрульной полиции Мариуполя Михаила Вершинина, Когут помогал с обороной города от российских войск и в условиях интенсивных обстрелов координировал работу коммунальных служб.
Последнее совещание с коммунальными службами Когут провел 19 марта, в то время в городе шли уличные бои. Последний руководитель коммунальных служб покинул захваченный город 24 марта.

## Гуманитарная обстановка

### Блокада
С первых чисел марта российские войска удерживали Мариуполь в полном окружении. Должностные лица Украины и США сравнили блокаду города с блокадой Ленинграда во время Второй мировой войны. Красный Крест охарактеризовал ситуацию как «апокалиптическую», а украинские власти обвинили Россию в организации крупного гуманитарного кризиса в городе.
Массовые перебои в подаче электричества, газа и интернета начались 28 февраля, 2 марта местные власти сообщили о проблемах с водой, 4 марта — о заканчивающихся запасах еды. Договорённости о создании гуманитарных коридоров срывались несколько раз из-за нарушения режима тишины. Стороны обвиняли друг друга в нарушениях, однако представители других стран и независимые эксперты в некоторых случаях прямо обвиняли в срывах российскую сторону. 20 марта российская сторона выдвинула ультиматум, согласно которому открытие гуманитарных коридоров для гражданских произошло бы в случае прекращения украинскими военнослужащими обороны.
Украинская сторона и некоторые СМИ сообщали, что в блокированном городе оставались от 100 до 170 тысяч жителей. 8 марта, согласно сообщению Президента Украины Владимира Зеленского, в Мариуполе от обезвоживания умер ребёнок. 21 апреля в подвале дома, страдая от холода, жажды и голода умерла Ванда Объедковая, которая пережила Холокост и фашистскую оккупацию. Всего, по данным украинской стороны, за время боевых действий погибло около 20 тысяч гражданских, массовые захоронения фиксировались на спутниковых снимках. Жителям приходилось самостоятельно хоронить погибших во дворах жилых домов; согласно заявлениям украинской стороны, множество тел находили под завалами, а позже тела погибших стали вывозить на свалку вместе с мусором, потому что руины домов сносились без разборов.
По данным ООН, в Мариуполе вода смешивается с канализационными стоками, что в совокупности с большим числом мусора, незахороненными трупами и разрушенной медицинской инфраструктурой создаёт риск вспышки инфекционных заболеваний, а мэр города заявил, что в городе уже были обнаружены случаи холеры и дезинтерии.

### Массовые обстрелы жилых кварталов
В течение всего периода ведения боевых действий город подвергался массированным ударам российской артиллерии и авиации. На спутниковых фотографиях Мариуполя, сделанных утром 9 марта компанией Maxar Technologies, видны «значительные повреждения» многоэтажек, жилых домов, продуктовых магазинов и другой гражданской инфраструктуры. Это было определено путём сравнения фотографий до и после.
По оценке ООН, в результате боев в городе повреждены или разрушены до 90 % многоквартирных зданий и до 60 % частных домов. По оценкам журнала The Economist, полученным с использованием спутниковых снимков, 45 % застроенной территории города было разрушено, при этом 90 % разрушенных зданий были жилыми.
Источники описывали состояние города в результате атак как «пустыню»; сообщалось, что «кругом — почерневшие остовы» многоквартирных домов, «в районе левобережья нет ни одного уцелевшего жилого дома, все сгорело дотла», а центр города был «неузнаваем». Новостным агентством были показаны видео «гражданских районов, ставших неузнаваемыми в результате бомбардировки». 19 марта украинский полицейский в Мариуполе снял видео, в котором сказал: «Дети, старики умирают. Город разрушен и стёрт с лица земли». Видео было подтверждено Associated Press.

### Удары по гражданским объектам
9 марта российским авиаударом была разрушена детская больница № 3, в которой был расположен роддом. Были ранены примерно 17 человек, среди которых — медперсонал и роженицы; погибли трое человек, в том числе один ребёнок. Позже вместе со своим ребёнком умерла раненная роженица. Авиаудар был нанесён во время режима «тишины», который был объявлен Россией накануне. Независимый фактчекинговый ресурс «Проверено.Медиа» не обнаружил подлогов в информации об обстреле; по данным ОБСЕ, в атаке на больницу виновата российская сторона.
16 марта российской бомбардировкой было уничтожено здание Донецкого академического областного драматического театра, в котором, по данным местных властей, укрывались от 1000 до 1200 мирных жителей. Обрушилась центральная часть здания, вход в расположенное в нём убежище был заблокирован обломками. ОБСЕ считает, что здание подверглось российскому авианалёту, и расценивает произошедшее как военное преступление. 30 июня международная правозащитная организация Amnesty International пришла к такому же выводу. Перед театром и позади него были две больших надписи «Дети». Украинская сторона сообщила, что также в результате бомбардировки в этот же день был разрушен бассейн «Нептун», в котором от обстрелов укрывались преимущественно беременные женщины и матери с детьми.
19 марта, по заявлению украинских властей, россияне нанесли авиаудар по школе искусств № 12 в Левобережном районе Мариуполя, в которой укрывалось около 400 мирных жителей. Школа была разрушена, а под руинами остались люди.
По сообщению Радио Свобода в апреле с помощью жителей Мариуполя начался сбор свидетельств разрушения города, который был реализован в виде интерактивной карты на Картах Google с фотографиями и видео с 1100 мест происшествий.

### Депортация населения
Международная федерация за права человека и её членская организация на Украине Центр гражданских свобод (ЦГС) сообщили о наличии доказательств насильственного перемещения российскими военными мирных жителей из осажденного Мариуполя в Россию, неподконтрольные Украине территории Донецкой и Луганской областей, Крым с использованием практики фильтрационных лагерей. По данным ЦГС при этом разлучались семьи, изымались документы и телефоны. По данным ЦГС, российские силы также не пропускали мирных жителей через гуманитарные коридоры в неоккупированные части Украины, открывая огонь по мирным жителям
По данным мониторинговой миссии Управления верховного комиссара ООН по правам человека, в фильтрационных лагерях лица, подвергшиеся «фильтрации», подвергались запугиванию, унижению и избиению, что может быть приравнено к жестокому обращению, и в ряде случаев подвергались сексуальному насилию. УВКПЧ также получило достоверные сообщения о том, что некоторые дети были разлучены со своими родителями, не прошедшими «фильтрацию». Лица, ожидавшие «фильтрации», часто ночевали в транспортных средствах или необорудованных помещениях, иногда без надлежащего доступа к пище, воде и санитарии.
Украинские официальные лица также обвиняли Россию в депортации украинских детей для их дальнейшего усыновления россиянами. По данным журналистского расследования издания «Вёрстка» и украинских официальных лиц, детей вывозили из ДНР, ЛНР, Мариуполя. Часть детей были сиротами, часть стали ими в ходе боевых действий, а некоторых разлучили с их родителями. Некоторые из них были размещены в спортивно-оздоровительном центре «Ромашка», часть детей уже была передана в приёмные семьи в Московской области. Женевская конвенция запрещает перемещать детей на территорию государства-агрессора — им должны быть предоставлены гуманитарные коридоры в безопасную зону их родной страны или в нейтральную страну. Верховный комиссар ООН по правам человека Мишель Бачелет выразила обеспокоенность в связи с этими сообщениями и сообщила, что расследование уже ведётся.

## Международная реакция
Премьер-министр Великобритании Борис Джонсон назвал «ужасным» обстрел роддома в Мариуполе и заявил, что Великобритания изучает возможность дополнительной поддержки Украины для защиты от авиаударов и что Британия будет стремиться привлечь Путина к ответственности.
Генсек ООН Антониу Гутерриш назвал атаку на больницу в Мариуполе, где расположено родильное отделения, «ужасной». Он призвал прекратить «бессмысленное насилие» и заявил, что «гражданские платят самую высокую цену за войну, которая никоим образом их не касается».
Госсекретарь США Энтони Блинкен сравнил осаду Мариуполя с блокадой Ленинграда во время Великой Отечественной войны, заявив, что «к сожалению, история повторилась, но теперь российское правительство жестоко морит голодом украинские города».
Twitter и Facebook за нарушение правил удалили посты посольства России в Великобритании, в которых утверждалось, будто роддом не использовался по назначению, а на его территории находились бойцы полка «Азов».
Командовавший осаждавшими Мариуполь российскими войсками генерал Михаил Мизинцев попал в санкционные списки Великобритании, а в мировых СМИ получил прозвище «Мариупольский мясник».

## Отражение в культуре
- Группа «Океан Ельзи» посвятила защитникам Мариуполя песню «Місто Марії»[316].
- Мариуполь упоминается в песне Земфиры «Мясо» (2022)[317][318].
- Песня группы Kozak System «Азов-Сталь» (2022).
- Документальный фильм Мстислава Чернова «20 дней в Мариуполе» (2023)[319].